# 野口恒
野口 恒（のぐちひさし、1945年 - ）は日本のジャーナリスト、経済評論家。 フリージャーナリスト。
「ものづくり」、「製造業」から「コンテンツ」、「文化産業」、「ＩＴのトレンド」など著作を刊行している。

## 年表
- 1945年（昭和20年）4月 - 石川県生まれ、愛知県で育つ。
- 1970年（昭和45年） - 和歌山大学経済学部卒業。
- 1973年（昭和48年） - 法政大学大学院社会科学研究科を中退。同年4月以降、出版社「銀行研修社」などに勤務。企画編集、教育事業に携わる。
- 1983年（昭和58年） - 独立してフリーランスのジャーナリスト・ライターとして活動。
- 1998年（平成10年） - 群馬大学社会情報学部特任講師に就任[1]。
- 2000年（平成12年） - 「情報化白書」編集専門委員として白書を執筆[2]。

その後、「日経WebCOMPANY」（日経事業出版社）の編集顧問や、社会経済生産性本部のセミナー講師を長期間務める。

## 著作

### 単著
- 「カードビジネス戦争」（1985年 日本経済新聞社）
- 「ICカード」（1986年  日本経済新聞社）
- 「工場が変わる 現場が変わる」（1986年  日刊工業新聞社）
- 「データベース・マーケティング」（1988年  日本経済新聞社）
- 「トヨタ生産方式を創った男 - 大野耐一の闘い」（1988年  TBSブリタニカ）
- 「日本企業の基礎研究」（1990年 日刊工業新聞社）
- 「新カードビジネス戦争」（1990年  日本経済新聞社）
- 「夢の王国の光と影 - 東京ディズニーランドを創った男たち」（1991年  TBSブリタニカ）
- 「製造業に未来はあるか」（1992年 日刊工業新聞社）
- 「2001年のマルチメディアビジネス」（1993年 コンピュータエージ社）
- 「コンテンツビジネス」（1995年 時事通信社）
- 「バーチャル・ファクトリー」（1996年 日刊工業新聞社）
- 「アジル生産システム」（1997年 社会経済生産性本部）
- 「超生産革命BTO」（1998年 日本能率協会マネジメントセンター）
- 「夢の王国の光と影 - 東京ディズニーランドを創った男たち」（1998年 TBSブリタニカ）
- 「オーダーメード戦略のわかる本」（2001年 PHP研究所）
- 「東京ディズニーランドを創った男たち」（2006年 ぶんか社）
- 「シリーズ・日本の歴史写真館「写説 昭和30年代」（2006年 ビジネス社）
- 「ものづくり日本の復活がここにある - グローバル競争に勝ち抜くクリエイティブ・マネジメント革命」（2007年  産業能率大学出版部）

### 共著
- 「ICカード総覧2000年」（共著、2000年 シーメディア）
- 「図解ブロードバンドコンテンツビジネス」（前坂俊之と共著、2002年 PHP研究所）
- 「中小企業の突破力」（共著、2004年、日刊工業新聞社）
- 「カラオケ文化産業論」（共著、2005年 PHP研究所）
- 「情報経営企業」（共著、2005年、新技術開発センター）
- 「情報化白書」（共著、2000年～2005年度版、日本情報処理開発協会）
- 「ユビキタスコミュニケーション - 松下電器のｅネット戦略」（共著、2005年 日経BP企画）
- 「図解ユビキタス・コンテンツビジネス」（前坂俊之と共著、2006年 PHP研究所）
- 「別冊歴史読本 晩年長寿の達人たち』（共著、第32巻第32号2007年11月12日発行、新人物往来社）
- 「最新コンテンツビジネスのすべてがわかる本」（共著、2008年日本能率協会マネジメントセンター）
- 「世界のペイメントカード」（共著、2009年シーメディア）